# Mariano Salvatierra
Mariano Salvatierra Serrano (Toledo, 6 de octubre de 1752-Toledo, 10 de abril de 1808) fue un escultor español.

## Biografía
Nacido en Toledo el 6 de octubre de 1752, con apenas dieciséis años ya era escultor en la Cofradía del Cristo de las Aguas y de la Vera Cruz. En 1774 ingresó en la Real Academia de San Fernando de Madrid.

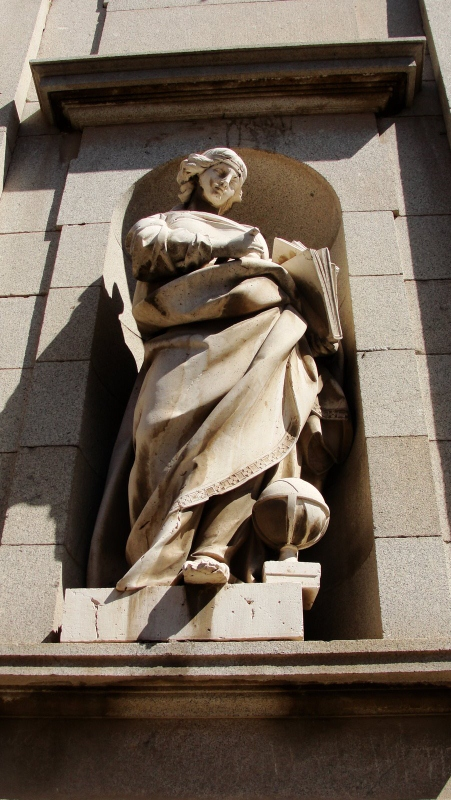
Alegoría a las ciencias en la fachada principal del Palacio del Cardenal Lorenzana.

Su vida amorosa no estuvo exenta de vaivenes. Comprometido con la hija de un maestro de la catedral de Toledo, la boda no llegó a celebrarse y más tarde, en 1780, fue preso bajo la acusación de haber dejado embarazada a una joven toledana. Será en 1781 cuando se case con Faustina Barriales Vázquez con la que estabilizó sus andanzas y con quien tuvo ocho hijos, de los que sobrevivieron cinco. Poco después de nacer su hijo Valeriano, que a la postre también sería escultor, ingresó contratado en la catedral de Toledo el 17 de junio de 1789.
Era un hombre volcado en el arte, con una espléndida colección privada de cuadros que fue adquiriendo a lo largo de su vida y entre los que se encontraban obras de El Greco o José de Ribera, entre otros. Muchas de esas pinturas le inspirarían para sus esculturas.
Había iniciado sus trabajos en la escultura desde la imaginería en la Cofradía del Cristo de las Aguas, arte que no abandonó a lo largo de su vida, quedando memoria de obras destacadas en los pasos procesionales de la Semana Santa toledana. No obstante, ninguna de aquellas piezas llegó hasta el siglo XX.

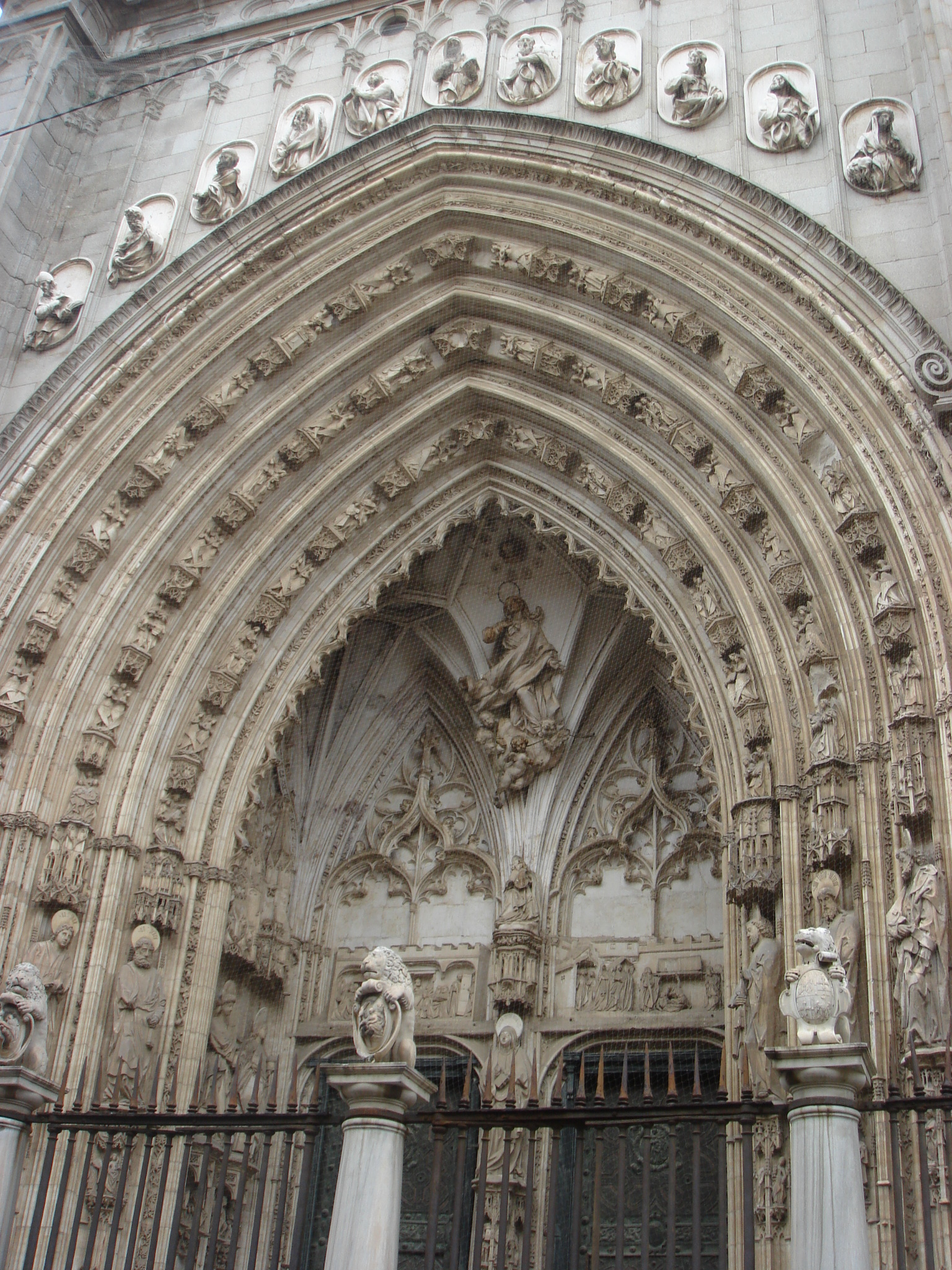
Puerta de los Leones de la catedral de Toledo: las once medallas que coronan la entrada son obra de Salvatierra.

Sin embargo su extensa producción escultórica se plasmó en las incontables obras que realizó para la Catedral de Toledo. Aunque no fue hasta 1789 cuando se le contrató, se sabe que había realizado trabajos para el Cabildo desde 1776 (lo que seguramente permitió valorar su trabajo y obtener el posterior contrato). Es posible que sus primeras andanzas amorosas con la hija de uno de los maestros catedralicios facilitara su acceso. De aquella primera época son algunas de las estatuas que adornan la Puerta del Reloj. Trabajó igualmente en la Portada de los Leones, cuyas imágenes se atribuyen en su totalidad a Salvatierra, incluidos los once medallones del relieve y la bella escultura de la Asunción que remata el tímpano de la puerta. Obra suya son también los ángeles de los frontones de la caja del órgano y la delicada restauración a la que se sometió el mosaico de la Inmaculada Concepción que se había traído desde Italia para la Capilla Mozárabe y que sufrió graves desperfectos al hundirse el navío que lo transportaba.
A partir de 1800 se le encargó la obra escultórica que constituye el grupo de ángeles que adornan los retablos de la Sacristía, la pintura del cardenal Lorenzana que se encuentra en la Sala Capitular y el grupo de la Exaltación de la Cruz que preside El Expolio del Greco donde se reconocen las influencias de Bernini. Cuando falleció, le sustituyó en la catedral toledana Juan Ramos Villanueva, su yerno, quien dio paso después al hijo de Salvatierra, Valeriano. A Salvatierra se le reconoce en toda su obra el estilo barroco, incluso rococó, si bien hay quienes ven apuntes neoclásicos. Su formación es académica, lo que resultó singular en las labores escultóricas de la catedral
Según Melendreras Gimeno, quien le considera «el escultor más importante de la ciudad imperial durante el siglo XVIII», habría fallecido el 10 de abril de 1807, en cambio Nicolau Castro data su muerte el 10 de abril pero del año siguiente y Ossorio Bernard en 1814. Fue enterrado en la iglesia de los Santos Justo y Pastor.